# Vestignè
Vestignè est une commune italienne de la ville métropolitaine de Turin dans la région Piémont en Italie.

## Administration
| Période                                  | Période  | Identité                | Étiquette | Qualité |
| ---------------------------------------- | -------- | ----------------------- | --------- | ------- |
| 14 juin 2004                             | En cours | Luigi Domenico Manfredo |           |         |
| Les données manquantes sont à compléter. |          |                         |           |         |

### Communes limitrophes
Ivrée, Albiano d'Ivrea, Strambino, Caravino, Borgomasino, Vische